# Курбанов, Магомед Рамазанович
Магоме́д Рамаза́нович Курба́нов (род. 3 августа 1995, с. Первомайское, Каякентский район, Дагестан, Россия) — российский боксёр-профессионал, выступающий в первой средней и в средней весовых категорий.
Мастер спорта России в любителях.
Среди профессионалов бывший чемпион по версиям WBO International (2017—2018, 2019, 2021—2024) и WBO Inter-Continental (2017), чемпион мира среди молодёжи по версии WBO (2016—2017), серебряный чемпион Азии по версии WBC Asian Boxing Council Silver (2016—2018) в 1-м среднем весе.
Лучшая позиция по рейтингу BoxRec — 3-я (ноябрь 2021) и является 1-м среди российских боксёров первой средней весовой категории, а среди основных международных боксёрских организаций занимает 2-ю позицию в рейтинге WBO, 5-ю позицию в рейтинге WBA, 14-ю позицию в рейтинге IBF, и 16-ю позицию в рейтинге WBC, — входя в ТОП-15 лучших суперполусредневесов всего мира.

## Биография
Магомед Курбанов родился 3 августа 1995 года в селе Первомайское Республики Дагестан, в России, в обычной семье.По национальности даргинец.
Когда ему было 12 лет, он переехал с мамой в Ханты-Мансийск.
В настоящее время живёт и тренируется в Екатеринбурге в клубе Best Fighters.
13 мая 2019 года принял участие в разгоне акции протеста против строительства в сквере на Октябрьской площади Екатеринбурга храма святой Екатерины.

## Любительская карьера
В секцию бокса его привел его дядя. Первым тренером был Александр Слепцов. Далее он поступил на учёбу в Югорский колледж-интернат олимпийского резерва (ЮКИОР) по специальности «спортсмен-инструктор».
Поначалу у него не было интереса к спорту, но со временем он поставил перед собой цель: дойти до высокого уровня в любительском боксе. Так он победил в Спартакиаде России и заработал разряд Мастера спорта России.
Он не смог пробиться в олимпийскую сборную, потому что, как он упомянул в одном из интервью, не было нужной поддержки. Несмотря на желание выступать на Олимпийских играх, он не видел дальнейшего продвижения. Тогда в 17 лет его целью стал профессиональный бокс. И в 19 лет его мечта сбылась.

## Профессиональная карьера
Дебютировал на профессиональном ринге 19 июня 2015 года.
Через год, в 2016 году, завоевал вакантный титул WBC Asian Boxing Council Silver в 1-м среднем весе.
В июле 2016 года Магомед провёл успешную защиту титула, а в ноябре того же года к уже имеющемуся поясу добавил титул WBC Eurasia Pacific Boxing Council.
17 декабря 2016 года Курбанов победил нокаутом во втором раунде венгра Саболча Сабо и стал чемпионом мира среди молодежи по версии WBO, что позволило российскому боксеру войти в Топ-15 рейтинга WBO.
В марте 2017 года он подписал контракт на бой с Шейном Мосли за вакантный титул WBO Inter-Continental в первом среднем весе, но Шейн Мосли отказался от боя из-за травмы. В итоге 5 мая 2017 года состоялся другой поединок, в котором Магомед Курбанов досрочно победил техническим нокаутом в 9-м раунде литовца Виргилиюса Стапулёниса и завоевал вакантный титул чемпиона по версии WBO Inter-Continental в 1-м среднем весе.
9 июля 2022 года на прошедшем в Екатеринбурге вечере бокса от RCC Boxing Promotions защитил титул чемпиона мира по версии WBO International в первом среднем весе в 10-раундовом бою с бывшим чемпионом мира Патриком Тейшейрой. Поединок продлился все 10 раундов. Победа была присуждена Курбанову единогласным решением судей

## Статистика профессиональных боёв
В таблице перечислены результаты всех поединков боксёров.
В каждой строке указан результат поединка. Дополнительно номер поединка обозначен цветом, который обозначает итог поединка. Расшифровка обозначений и цветов представлена в нижеследующей таблице.
| Пример | Расшифровка                     |
| ------ | ------------------------------- |
|        | Победа                          |
|        | Ничья                           |
|        | Поражение                       |
|        | Планируемый поединок            |
|        | Поединок признан несостоявшимся |
| КО     | Нокаут                          |
| ТКО    | Технический нокаут              |
| PTS    | Решение судей (по очкам)        |
| UD     | Единогласное решение судей      |
| MD     | Решение большинства судей       |
| SD     | Раздельное решение судей        |
| RTD    | Отказ от продолжения боя        |
| DQ     | Дисквалификация                 |
| NC     | Поединок признан несостоявшимся |

| 26 поединков, 25 побед (13 нокаутом), 1 поражение. | 26 поединков, 25 побед (13 нокаутом), 1 поражение. | 26 поединков, 25 побед (13 нокаутом), 1 поражение. | 26 поединков, 25 побед (13 нокаутом), 1 поражение. | 26 поединков, 25 побед (13 нокаутом), 1 поражение. | 26 поединков, 25 побед (13 нокаутом), 1 поражение. | 26 поединков, 25 побед (13 нокаутом), 1 поражение.                                                      |
| Бой                                                | Рекорд                                             | Дата                                               | Соперник                                           | Место боя                                          | Результат                                          | Данные о бое                                                                                            |
| -------------------------------------------------- | -------------------------------------------------- | -------------------------------------------------- | -------------------------------------------------- | -------------------------------------------------- | -------------------------------------------------- | --- |
| 26                                                 | 25-1                                               | 8 марта 2024                                       | Исраил Мадримов (9-0-1)                            | Kingdom Arena, Эр-Рияд, Саудовская Аравия          | TKO 5 (12), 2:20                                   | Бой за вакантный титул чемпиона мира по версии WBA в первом среднем весе                                |
| 25                                                 | 25-0                                               | 6 мая 2023                                         | Мишель Соро (35-3-2)                               | КРК «Уралец», Екатеринбург, Россия                 | SD 12                                              | Счет: 113:115, 115:113, 116:112. Защитил титул чемпиона по версии WBO International в 1-м среднем весе. |
| 24                                                 | 24-0                                               | 11 декабря 2022                                    | Йохан Гонсалес (31-1)                              | ДИВС, Екатеринбург, Россия                         | UD 10                                              | Защитил титул чемпиона по версии WBO International в 1-м среднем весе.                                  |
| 23                                                 | 23-0                                               | 9 июля 2022                                        | Патрик Тейшейра (31-3)                             | КРК «Уралец», Екатеринбург, Россия                 | UD 10                                              | Защитил титул чемпиона по версии WBO International в 1-м среднем весе.                                  |
| 22                                                 | 22-0                                               | 7 мая 2021                                         | Лиам Смит (29-2-1)                                 | КРК «Уралец», Екатеринбург, Россия                 | UD 12                                              | Завоевал вакантный титул чемпиона по версии WBO International в 1-м среднем весе.                       |
| 21                                                 | 21-0                                               | 7 ноября 2020                                      | Дмитрий Михайленко (23-6)                          | Академия единоборств РМК, Екатеринбург, Россия     | TKO 2 (10), 1:47                                   | |
| 20                                                 | 20-0                                               | 22 августа 2020                                    | Илья Очкин (6-1)                                   | Академия единоборств РМК, Екатеринбург, Россия     | KO 1 (10), 1:25                                    | |
| 19                                                 | 19-0                                               | 7 марта 2020                                       | Исмаил Илиев 12-1-1                                | Академия единоборств РМК, Екатеринбург, Россия     | UD 10                                              | |
| 18                                                 | 18-0                                               | 2 ноября 2019                                      | Диего Габриэль Чавес (27-4-1)                      | Академия единоборств РМК, Екатеринбург, Россия     | UD 12                                              | Завоевал вакантный титул чемпиона по версии WBO International в 1-м среднем весе.                       |
| 17                                                 | 17-0                                               | 22 февраля 2019                                    | Дамиан Эзекьель Бонелли (23-5)                     | КРК «Уралец», Екатеринбург, Россия                 | UD 10                                              | |
| 16                                                 | 16-0                                               | 13 октября 2018                                    | Хуан Карлос Родригес (15-0)                        | Екатеринбург-Экспо, Екатеринбург, Россия           | UD 10                                              | |
| 15                                                 | 15-0                                               | 19 августа 2018                                    | Чарльз Манючи (22-3-1)                             | ДИВС, Екатеринбург, Россия                         | UD 10                                              | |
| 14                                                 | 14-0                                               | 22 апреля 2018                                     | Николози Гвиниашвили (18-10-4)                     | ДИВС, Екатеринбург, Россия                         | RTD 7 (10), 3:00                                   | |
| 13                                                 | 13-0                                               | 15 декабря 2017                                    | Акинори Ватанабэ (35-6-0)                          | ДИВС, Екатеринбург, Россия                         | TKO 8 (12), 1:15                                   | Защитил титул чемпиона по версии WBO International в 1-м среднем весе.                                  |
| 12                                                 | 12-0                                               | 9 сентября 2017                                    | Штепан Хорват (18-5)                               | Ледовая Арена «Трактор», Челябинск, Россия         | UD 12 (12)                                         | Завоевал вакантный титул чемпиона по версии WBO International в первом среднем весе.                    |
| 11                                                 | 11-0                                               | 5 мая 2017                                         | Виргилиюс Стапулёнис (27-4-1)                      | ДИВС, Екатеринбург, Россия                         | TKO 9 (10), 2:34                                   | Завоевал вакантный титул чемпиона по версии WBO Inter-Continental в 1-м среднем весе.                   |
| 10                                                 | 10-0                                               | 17 декабря 2016                                    | Сабольч Сабо (12-3-2)                              | Екатеринбург-Экспо, Екатеринбург, Россия           | KO 2 (8), 2:19                                     | Завоевал вакантный титул чемпионом мира среди молодежи по версии WBO в 1-м среднем весе.                |
| 9                                                  | 9-0                                                | 18 ноября 2016                                     | Деннис Лауренте (50-7-5)                           | ДИВС, Екатеринбург, Россия                         | UD 10                                              | Защитил титул WBC Asian Silver, завоевал вакантный титул WBC Eurasia Pacific.                           |
| 8                                                  | 8-0                                                | 11 июля 2016                                       | Дави Элиаскевиси (13-2-1)                          | ДИВС, Екатеринбург, Россия                         | TKO 3 (10), 1:53                                   | Защитил титул WBC Asian Silver.                                                                         |
| 7                                                  | 7-0                                                | 6 мая 2016                                         | Манук Диланян (4-2-1)                              | ДИВС, Екатеринбург, Россия                         | TKO 9 (10), 0:45                                   | Завоевал вакантный титул WBC Asian Silver.                                                              |
| 6                                                  | 6-0                                                | 5 марта 2016                                       | Омар Марабаев (1-6)                                | Дворец спорта, Белоярск, Россия                    | TKO 3 (6), 1:51                                    | |
| 5                                                  | 5-0                                                | 13 ноября 2015                                     | Иван Антропов (0-3)                                | Дворец культуры ПНТЗ, Первоуральск, Россия         | TKO 2 (6), 1:38                                    | |
| 4                                                  | 4-0                                                | 26 сентября 2015                                   | Алексей Евченко (9-9-1)                            | Арена, Екатеринбург, Россия                        | UD 6                                               | |
| 3                                                  | 3-0                                                | 10 сентября 2015                                   | Шавкат Мадаминов (9-9)                             | Амбар, Тольятти, Россия                            | TKO 2 (8), 2:12                                    | |
| 2                                                  | 2-0                                                | 30 июля 2015                                       | Максим Потапов (0-2)                               | Амбар, Тольятти, Россия                            | RTD 3 (8), 3:00                                    | |
| 1                                                  | 1-0                                                | 19 июня 2015                                       | Чарлан Такам (1-4)                                 | Водолей, Екатеринбург, Россия                      | TKO 2 (4), 1:46                                    | |
| Бой                                                | Рекорд                                             | Дата                                               | Соперник                                           | Место боя                                          | Результат                                          | Данные о бое                                                                                            |